# Villánykövesd
Villánykövesd è un comune dell'Ungheria di 293 abitanti (dati 2008) situato nella contea di Baranya, regione Transdanubio Meridionale